# Юнгдаль, Андреас
Андреас Кристоффер Юнгдаль (дат. Andreas Kristoffer Jungdal; род. 22 февраля 2002, Сингапур) — датский футболист, вратарь клуба «Вестерло».

## Клубная карьера
Юнгдаль — воспитанник клубов «Шкибет» и «Вейле». В 2019 году Андреас подписал контракт с итальянским «Миланом», где начал выступать за молодёжную команду. В 2020 году игрок был включён в заявку основной команды на сезон, но так и не дебютировал за основу. В начале 2023 года Юнгдаль на правах аренды перешёл в австрийский «Райндорф Альтах». 12 февраля в матче против ЛАСКа он дебютировал в австрийской Бундеслиге. Летом 2023 года Юнгдаль на правах свободного агента, подписал контракт с «Кремонезе».